# Юньлинь (уезд)
Юньли́нь (кит. трад. 雲林縣, упр. 云林县, пиньинь Yúnlín xiàn) — один из уездов провинции Тайвань Китайской Республики.

## Этимология
Название уезда происходит от площадки Юньлинь (云林坪), на которой при основании уезда разместилась его управа (в настоящее время это место находится на территории уезда Наньтоу).

## География
Уезд расположен в западной части острова Тайвань.

## История
В XVII веке, в период голландского колониального правления, здесь находился один из фортов Голландской Ост-Индской компании.
В 1683 году Тайвань был захвачен Цинской империей, и эти земли вошли в состав уезда Чжуло (诸罗县) провинции Фуцзянь. В 1786 году на Тайване разразилось восстание Линь Шуанвэня, но уездный центр повстанцам взять не удалось. За героическую оборону уезд Чжуло был в 1787 году императорским указом переименован в Цзяи.
Горы затрудняли сообщение этих мест как с расположенным севернее уездом Чжанхуа, так и с местом размещения властей уезда Цзяи. Поэтому когда в 1887 году остров Тайвань был выделен в отдельную провинцию, в этих местах был создан отдельный уезд Юньлинь, получивший название по месту размещения властей уезда (сейчас это место находится на территории уезда Наньтоу).  В 1893 году уездная управа переехала с первоначального местоположения в Доулю.
В 1895 году Тайвань был передан Японии, и японцы установили свою систему административно-территориального деления, которая по мере освоения ими острова претерпевала изменения. Китайские уезды Цзяи и Юньлинь были сначала объединены в уезд Каги (嘉義縣). В 1901 году остров был разбит на 20 уездов-тё (廳), и эти места вошли в состав уезда Тороку (斗六廳). В 1909 году уезд Тороку был расформирован, а его земли были разделены между уездами Нанто (南投廳) и Каги (嘉義廳).
В 1920 году на Тайвань была распространена структура административного деления собственно японских островов, и были введены префектуры-сю (州) и уезды-гун (郡); уезд Нанто стал уездом Нанто (南投郡) префектуры Тайтю (臺中州), а остальные земли современного уезда Юньлинь оказались в составе уездов Тороку (斗六郡), Коби (虎尾郡) и Хакко (北港郡) префектуры Тайнан (臺南州).
После капитуляции Японии в 1945 году Тайвань был возвращён под юрисдикцию Китая; префектура Тайнан стала уездом Тайнань, а бывшие японские уезды были переименованы в районы. В 1950 году произошла реформа административно-территориального деления, и в этих местах был образован уезд Доулю (斗六縣), которому впоследствии было возвращено исконное название Юньлинь.

## Административное деление
В состав уезда Юньлинь входят один город уездного подчинения, 5 городских волостей и 14 сельских волостей.
- Города уездного подчинения
  - Доулю
- Городские волости
  - Бэйган (北港鎮)
  - Доунань (斗南鎮)
  - Хувэй (虎尾鎮)
  - Туку (土庫鎮)
  - Сило (西螺鎮)
- Сельские волости
  - Баочжун (褒忠鄉)
  - Цытун (莿桐鄉)
  - Дапи (大埤鄉)
  - Дунши (東勢鄉)
  - Эрлунь (二崙鄉)
  - Гукэн (古坑鄉)
  - Коуху (口湖鄉)
  - Линьнэй (林內鄉)
  - Луньбэй (崙背鄉)
  - Майляо (麥寮鄉)
  - Шуйлинь (水林鄉)
  - Сыху (四湖鄉)
  - Тайси (臺西鄉)
  - Юаньчан (元長鄉)